# Salerano Canavese
Salerano Canavese es una comune italiana de la ciudad metropolitana de Turín, en Piamonte. Tiene una población estimada, a fines de febrero de 2022, de 457 habitantes.

## Evolución demográfica
| Gráfica de evolución demográfica de Salerano Canavese entre 1861 y 2022 |
|                                                                         |
| Fuente: ISTAT - Elaboración gráfica de Wikipedia                        |